# Ixora caudata
Ixora caudata är en måreväxtart som beskrevs av Cornelis Eliza Bertus Bremekamp. Ixora caudata ingår i släktet Ixora och familjen måreväxter. Inga underarter finns listade i Catalogue of Life.